# Fin de siglo (álbum)
Fin de siglo es el decimoquinto álbum de estudio de la banda de rock mexicana El Tri. Su sencillo más exitoso fue «Nostalgia». Contó con la participación del productor y compositor Andrés Calamaro.

## Lista de canciones
Todas las letras escritas por Álex Lora, excepto donde se indica.
| N.º | Título                            | Escritor(es)          | Duración |  |
| 1.  | «Todo me sale mal»                |                       | 3:42     |  |
| 2.  | «Nostalgia»                       |                       | 4:27     |  |
| 3.  | «El voceador»                     |                       | 4:22     |  |
| 4.  | «El futuro del mundo»             |                       | 5:13     |  |
| 5.  | «Quién da un peso por mis sueños» | Armando Manzanero     | 3:06     |  |
| 6.  | «Cásate o muérete»                |                       | 5:45     |  |
| 7.  | «Gandalla»                        |                       | 2:42     |  |
| 8.  | «El blues del taxista»            |                       | 3:14     |  |
| 9.  | «El Viagra»                       |                       | 3:32     |  |
| 10. | «No hay pedo»                     |                       | 2:32     |  |
| 11. | «Amarga Navidad»                  |                       | 5:23     |  |
| 12. | «Todo se vale»                    | Lora, Carlos Carvajal | 4:54     |  |
| 13. | «Cotorreando con la banda»        |                       | 4:18     |  |
| 14. | «Razas gemelas»                   | Lora, Eduardo Chico   | 3:08     |  |

## Créditos y personal
- Álex Lora – vocalista, bajo, productor, mezclas
- Rafael Salgado – armónica
- Eduardo Chico – guitarra
- Oscar Zárate – guitarra
- Chela Lora – coros, concepto, voz en «Gandalla»
- Lalo Toral – piano
- Ramón Pérez – percusiones
- Sergio Rivero – fotografía
- Andrés Calamaro – voz en «Cásate o muérete»

Personal técnico
- John Hendrickson – asistente de mezcla, percusiones
- Jean B. Smith – ingeniería, mezclas
- Juan Carlos Paz y Puente – A&R
- Maricela Valencia – coordinación